# Croix Catelan
Die Croix Catelan war ein Stadion in Paris.
Nach langen Verhandlungen mit dem Pariser Stadtrat erhielt der Racing Club de France die Erlaubnis in einer sechs Hektar großen Enklave im Bois de Boulogne ein Sportstadion zu errichten. Dieses umfasste eine knapp 500 Meter lange Laufbahn aus Rasen, ein Chalet sowie Umkleidekabinen. Die Eröffnung erfolgte am 26. Februar 1886. Während der Olympischen Spiele 1900 war das Croix Catelan Austragungsort der Wettkämpfe in der Leichtathletik. Es handelte sich hierbei um eine große Rasenfläche, auf der eine Laufrunde mit 500 Meter Länge abgesteckt war. Der Boden war sehr uneben und es standen eine Menge von Bäumen umher, auch im Innenraum. Des Weiteren fand auch der Wettkampf im Tauziehen im Croix Catelan statt.
Inzwischen ist an der Stelle des Croix Catelan ein Sportkomplex mit über 40 Tennisplätzen, zwei Schwimmbädern, einem Fußball- und Basketballplatz und einem Fitnessstudio entstanden. In einem der Schwimmbäder wurden von 2007 bis 2012 die Open de France de natation ausgetragen.